# Leucosyke rubiginosa
Leucosyke rubiginosa är en nässelväxtart som beskrevs av Friedrich Anton Wilhelm Miquel. Leucosyke rubiginosa ingår i släktet Leucosyke och familjen nässelväxter. Inga underarter finns listade i Catalogue of Life.